# لیپینا (ناحیه اولومووتس)
لیپینا (به چکی: Lipina) یک منطقهٔ مسکونی در جمهوری چک است که در ناحیه اولومووتس واقع شده‌است.
 لیپینا ۹٫۹۳ کیلومتر مربع مساحت و ۱۵۲ نفر جمعیت دارد و ۴۸۲ متر بالاتر از سطح دریا واقع شده‌است.